# Kevin Wert
Kevin Wert (ur. 10 marca 1975 w Rossland) – kanadyjski narciarz alpejski, złoty medalista mistrzostw świata juniorów.

## Kariera
Po raz pierwszy na arenie międzynarodowej Kevin Wert pojawił się w 1994 roku, startując na mistrzostwach świata juniorów w Lake Placid. Kanadyjczyk zdobył ram złoty medal w zjeździe, wyprzedzając bezpośrednio Rosjanina Wasilija Biezsmielnicyna oraz Jasona Rosenera z USA. Na tej samej imprezie był też czternasty w supergigancie, a w gigancie zajął 27. miejsce. W zawodach Pucharu Świata zadebiutował 16 marca 1994 roku w Vail, zajmując 24. miejsce w zjeździe. Tym samym już w swoim debiucie zdobył pierwsze pucharowe punkty. Najwyższą lokatę w zawodach tego cyklu wywalczył 12 grudnia 1998 roku w Val d’Isère, zajmując szóste miejsce w swej koronnej konkurencji. Najlepsze wyniki osiągnął w sezonie 1998/1999, który ukończył na 84. miejscu w klasyfikacji generalnej. W 1999 roku wystartował na mistrzostwach świata w Vail, zajmując 27. miejsce w zjeździe. Brał także udział w rozgrywanych rok wcześniej igrzyskach olimpijskich w Nagano, gdzie w tej samej konkurencji był dziewiętnasty. W 2002 roku zakończył karierę.

## Osiągnięcia

### Igrzyska olimpijskie
| Miejsce | Dzień     | Rok  | Miejscowość | Konkurencja | Czas biegu  | Strata  | Zwycięzca        |
| ------- | --------- | ---- | ----------- | ----------- | ----------- | ------- | ---------------- |
| 19.     | 13 lutego | 1998 | Nagano      | Zjazd       | 1:50,11 min | +2,56 s | Jean-Luc Crétier |

### Mistrzostwa świata
| Miejsce | Dzień    | Rok  | Miejscowość       | Konkurencja | Czas biegu  | Strata  | Zwycięzca     |
| ------- | -------- | ---- | ----------------- | ----------- | ----------- | ------- | ------------- |
| 27.     | 6 lutego | 1999 | Vail/Beaver Creek | Zjazd       | 1:40,60 min | +5,53 s | Hermann Maier |
| DNS     | 7 Lutego | 2001 | St. Anton         | Zjazd       | 1:38,74 min | -       | Hannes Trinkl |

### Mistrzostwa świata juniorów
| Miejsce | Dzień    | Rok  | Miejscowość | Konkurencja | Czas biegu  | Strata  | Zwycięzca          |
| ------- | -------- | ---- | ----------- | ----------- | ----------- | ------- | ------------------ |
| 1.      | 7 marca  | 1994 | Lake Placid | Zjazd       | 1:38,07 min | -       | -                  |
| 14.     | 11 marca | 1994 | Lake Placid | Supergigant | 1:24,40 min | +2,41 s | Benjamin Melquiond |
| 27.     | 14 marca | 1994 | Lake Placid | Gigant      | 2:27,88 min | +5,04 s | Stefan Stankalla   |

### Puchar Świata

#### Miejsca w klasyfikacji generalnej
- sezon 1996/1997: 86.
- sezon 1998/1999: 84.
- sezon 1999/2000: 89.
- sezon 2000/2001: 106.

#### Miejsca na podium
Wert nie stawał na podium zawodów PŚ.